# Tom Vek
Tom Vek, pseudoniem van Thomas Timothy Vernon-Kell (Hounslow, 10 mei 1981) is een Britse auto-didactische multi-instrumentalist.

## Loopbaan
Na acht jaar in de garage van zijn ouders muziek geschreven en gemaakt te hebben, tekende hij in 2001 bij de kleine platenmaatschappij Tummy Touch Records.
Het debuutalbum We Have Sound nam Vek op tijdens zijn opleiding grafisch design. Het album kwam halverwege 2004 af, maar pas in 2005 uit, via Go! Beat Records. Vek had vervolgens een gastoptreden in de televisieserie The O.C. en werkte mee aan de soundtrack voor Grand Theft Auto IV met 'One Horse Race', de B-kant van zijn single 'Nothing but Green Lights'.
Na een zes jaar durende afwezigheid in de muziekindustrie bracht Vek in 2011 zijn tweede album Leisure Seizure uit. In 2012 werd zijn song "Aroused" van dat album gebruikt voor de soundtrack van de game Forza Horizon. In juni 2014 kwam het derde album Luck uit, samen met de single 'Sherman (Animals In The Jungle)'. De reacties waren gemengd. NME schreef over dit album "er zijn geniale momenten, maar het slaat te vaak de plank mis", terwijl The Guardian gunstiger oordeelde met de omschrijving "heerlijk onvoorspelbaar".

## Discografie

### Albums
- 2005: We Have Sound
- 2011: Leisure Seizure
- 2014: Luck
- 2015: We Have Sound (10th Anniversary Edition)
- 2020: New Symbols
- 2022: Newer Symbols

### Ep's
- 2005: Live from London

### Singles
- 2004: If I Had Changed My Mind
- 2004: If You Want
- 2005: I Ain't Saying My Goodbyes
- 2005: C-C (You Set The Fire In Me)
- 2005: Nothing But Green Lights
- 2011: A Chore
- 2011: Someone Loves You
- 2012: You'll Stay
- 2014: Sherman (Animals in the Jungle)
- 2014: Pushing Your Luck

- Bibliothèque nationale de France: cb14649026f (data)
- Gemeinsame Normdatei: 135406951
- International Standard Name Identifier: 0000 0000 5519 8377
- Library of Congress Control Number: no2019101159
- MusicBrainz: 83e72d2b-501e-4715-9bdf-8e6ffca42881
- Virtual International Authority File: 270557